# Paweł Miki
Paweł Miki (jap. パウロ三木 Pauro Miki; ur. 1565 w Kioto w Japonii, zm. 5 lutego 1597 w Nagasaki) – japoński jezuita (SJ), męczennik chrześcijański, ofiara prześladowań antykatolickich, święty Kościoła katolickiego.

## Życiorys
W wieku 5 lat przyjął chrzest. Nauki pobierał u jezuitów, do których wstąpił w wieku 22 lat. Udzielał się jako katecheta, a po nowicjacie i studiach głosił Ewangelię po całej Japonii. 
W 1597 roku rozpoczęły się prześladowania chrześcijan z rozkazu Hideyoshiego Toyotomi, ówczesnego władcy Japonii. Paweł został aresztowany i poddany torturom. Nie wyrzekł się jednak wiary w Chrystusa i głosił ją nadal. Przebywał w więzieniu w pobliżu Nagasaki, gdzie spotkał swoich 25 towarzyszy i wraz z nimi został ukrzyżowany.

## Beatyfikacja i kanonizacja
Papież Urban VIII beatyfikował 26 męczenników japońskich w roku 1627, natomiast papież Pius IX kanonizował ich w 1862 roku.

## Dzień obchodów
Wspomnienie liturgiczne Pawła Miki i Towarzyszy, w Kościele katolickim, obchodzone jest 6 lutego.